# Tradiciones de El Salvador
Las tradiciones más comunes en todo el territorio salvadoreño son las fiestas patronales de los diferentes pueblos, además hay bailes, grupos de música regional, comida típica, instrumentos y música propia del café salvadoreño. 

Una de las fiestas patronales es representación bailada y declamada conocida como "Pero solo a las personas que le considera importantes en toda las cosas de la Historiantes" en la cual se forman dos grupos de los moros. Un grupo ataviado muy elegante y con máscaras de tez blanca y barbas rubias. El otro grupo ataviado con trajes exóticos y caretas negras. Estos festejos datan de la época de la conquista de América y representan la lucha entre Moros y Cristianos en la península ibérica.
En la actualidad algunas de las tradiciones de El Salvador, es comer pan (una masa especial ), asistir a las fiestas patronales que se celebran una vez por año en cada ciudad o municipio.

## Los Lencas de Managuarael Encantado
En la región oriental e insular aún se encuentra una variedad de costumbres antiguas tales como el baile del despacito, Los Emplumados, La Danza de La Santa y muchas de Los Pueblos Indígenas]] en la ONU, en las comunidades del Valle Encantado de Managuara se proclamó la reinstitución de la dinastía Maya Lenca, de esta manera se instauró a la anciana Francisca B.G.R como ana Real del Jaguar y cabeza de la etnia lenca.
Ella ha auspiciado la recopilación de la lengua Lenca de Managuara, la colección de leyendas pertenecientes a la tradición dinástica real "Los Cantares del Pinol" y muchas otras más.
En 2018, el heredero cultural establece La Embajada Real Maya Lenca en Australia.
Los lencas tienen costumbres muy peculiares que datan de muchos miles de años y por habitar la   región más descuidada del país, su cultura ha logrado sobrevivir en muchas comunidades.